# 小泉明正
小泉 明正（こいずみ あきまさ）は、実業家、起業家、コンサルタントである。

## 来歴
早稲田大学大学院理工学部卒業、早稲田大学先進理工学部研究学科にて菊地英一教授に指導を受け修了後、三菱化成（現在の三菱ケミカルグループ）へ入社。留学後は経営企画室兼、研究開発室に配属され、後に情報電子本部記憶材料事業部に勤務。
スタンフォード大学大学院にてロナルド・A・ハワード（英語: Ronald A. Howard）教授に師事、Management Science修士取得。その後スタンフォード大学ビジネススクールにてExecutive Program 及び、東京大学大学院EMPを修了。
Appleに入社。主に本部長として、チャンネル開発 （富士ゼロックス、三菱商事、シャープ、兼松などをキヤノン販売に加えて代理店にする）。アメリカ合衆国以外で最初となるAECC (Apple Enterprise Computing Conference)を開催。三菱商事とApple Business Centerを丸の内に開設。
インテルーションのアジアパシフィック地域の立ち上げに参画。エマソンによるインテルーションの買収後はエマソン プロセス・ジャパン(フィシャーローズマウント)の代表取締役社長に就任。尚エマソンプロセスのソフトウェアー部門は、後にGE Digitalとなる。
世界第2位のERPベンダー、バーン日本法人社長及び、アジアパシフィック代表に就任。製造業に特化し世界でボーイングに続き、コマツを顧客とする。その他東京エレクトロン、クボタなどで採用される。。
ウェブメソッドアジアパシフィックの最初の社員として入社し、アジア太平洋地域のCEOとして世界売り上げの25%まで急成長させる。
世界最大級の人材サービス会社であるランスタッド・エヌ・ヴィーの副社長、及び日本法人の代表取締役に就任、ヴェディオール・キャリアなど国内4社とのPMI (Post Merger Integraion)に手腕を発揮。
SRIインターナショナルのMD、Asia Pacificに就任する。
エー・スター・クォンタムの上級顧問を始め、グーロバルウェイ、タイムチケット、スキルアップAI,　エル・クラウン、イノーバ、レバレージオフィスサポート、アクトプロなど多くの企業の会長や最高顧問、2014年よりスタンフォード大学の入試面接官を務める。
スタンフォード大学大学院、東京大学大学院、慶應義塾大学大学院、一橋大学大学院などで、イノベーション論、リスクマネジメントを客員教授として講義している。
一般社団法人国家ビジョン研究会の「エネルギー・化学産業振興委員会」と「日本版SBIR-2再構築推進委員会」の委員を務める。また、大学発ベンチャーであるパロアルト株式会社の代表取締役CEOを務めている。

趣味はテニス、ゴルフ、スカッシュ、スキー、スノーモービル、マウンテンバイク、オートバイ、海外旅行、EVスポーツカーである。

## 略歴
- 早稲田大学先進理工学部卒業
- 早稲田大学大学院先進理工学研究学科修了[2]
- スタンフォード大学大学院マネジメントサイエンス学科修了
- 東京大学EMP
- スタンフォード大学Business Schoolの Executive Program終了
- 三菱化成（現在の三菱ケミカルグループ）経営企画室兼研究開発室[3]
- Apple大企業営業本部長[4]
- エマソン・エレクトリック上級副社長アジアパシフィック担当（現：GEデジタル（英語: GE Digital））[4]
- バーンジャパン代表取締役社長[13]
- ウェブメソッドインク上級副社長アジアパシフィック代表 (現：ソフトウェアAG（英語: Software AG）) [14]
- ハイペリオン・ソリューションズ（英語: Oracle Hyperion）代表取締役社長（現：オラクル）[4]
- ランスタッドグループ副社長兼ランスタッドグループジャパン代表取締役社長[4][15]
- ヴェディオール・キャリア代表取締役社長兼CEO[4]
- SRI（旧：Stanford Research Institute）アジアパシフィック代表[16]
- 株式会社イノーバ取締役会長
- エー・スター・クォンタム上級顧問[9]
- 2018年2月、IEEEにて講演を行う[12]。
- 一般社団法人国家ビジョン研究会「エネルギー・化学産業振興委員会」・「日本版SBIR-2再構築推進委員会」委員[10]
- 大学発ベンチャー「パロアルト株式会社」代表取締役CEO[11]

## 著書、論文

### 著書
- 『ウェブメソッド革命』（2004年3月11日）ASIN 4861300029

共著：中島洋、ISBN 978-4861300028
- 『勝者のIT戦略』（2005年2月19日）ASIN 4861300770

共著：中島洋、ISBN 978-4861300776
- 『オランダ型 持続可能な雇用システム―柔軟雇用が安定した労働市場をつくる』（2010年5月21日）[17]

出版社：ダイヤモンド社、ISBN 978-4-478-00933-8

### 論文
- 菊地英一、小泉明正「フィッシャー・トロブシュ合成触媒の研究動向」『燃料協会誌』第59巻第2号、日本エネルギー学会、1980年2月20日、76-85頁、doi:10.3775/jie.59.76、ISSN 0369-3775、NAID 130003824436。
- 『Synthesis of Gaseous Hydrocarbons from Carbon Monoxide and Hydrogen Over Transition Metal Catalysts』[2]
- 『SCADA/Control systems with client/server applications Instrumentation and Measurement』Vol. 12 42 (1994)
- 『PC based SCADA/HMI applications in overseas』Vol.40 11 74 (1995)
- 小泉明正「分散監視/制御パッケージソフトウェア「FIX DMACS/MMI」の特徴と活用例」『オートメーション』第40巻第9号、1995年9月、61-66頁、ISSN 04735587。
- 小泉明正「「FIX DMACS」の新機能とネットワーク」『オートメーション』第41巻第1号、1996年1月、69-72頁、ISSN 04735587。
- 小泉明正「Windows95,WindowsNT対応の32ビットコンピューティング「FIX V6.0」」『オートメーション』第41巻第2号、1996年2月、59-62頁、ISSN 04735587。
- 2018年2月、IEEEにてIoTの基調講演を行う[12]。